# Опік

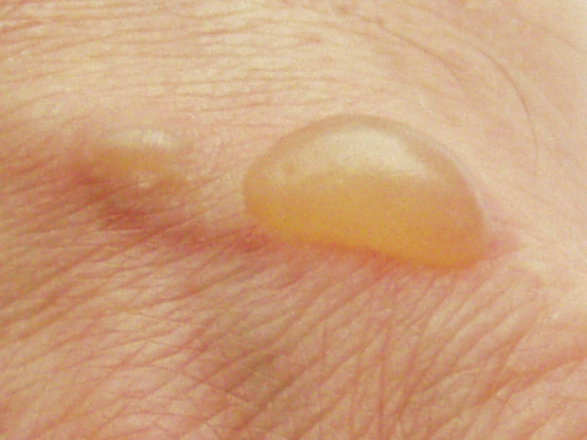
Опік II (середнього) ступеня. Пухир на шкірі

О́пік — різновид травми тканин тіла, яку спричинює дія тепла, електричного струму, хімічних речовин та випромінювання. Опіки, які впливають тільки на поверхню шкіри, відомі як поверхневі або опіки першого ступеня. Коли пошкодження проникає в деякі з нижчих шарів, це частково проникаючий опік або опік другого ступеня. Глибокий опік або опік третього ступеня — це травма, яка поширюється на всі шари шкіри. З опіком четвертого ступеня пов'язане ушкодження глибших тканин, таких, як м'язи або кістки.
Необхідне лікування залежить від тяжкості опіку. При поверхневих опіках може бути достатньо прийому анальгетиків, у той час як при тяжких опіках може знадобитися тривале лікування в спеціалізованих опікових центрах. Охолодження водопровідною водою може допомогти полегшити біль і зменшити шкоду, однак її тривалий вплив може призвести до низької температури тіла. При проникаючому опіку може знадобитися очищення водою з милом з наступним накладенням пов'язки.
Глибокі опіки зазвичай вимагають хірургічного лікування, наприклад пересадки шкіри. Опіки великої площини часто вимагають великої кількості рідини, яка вводиться внутрішньовенно, тому що подальша запальна реакція призведе до значного капілярного витоку рідини і набряку. Найпоширеніші ускладнення опіків пов'язані з інфекцією.

## Історія

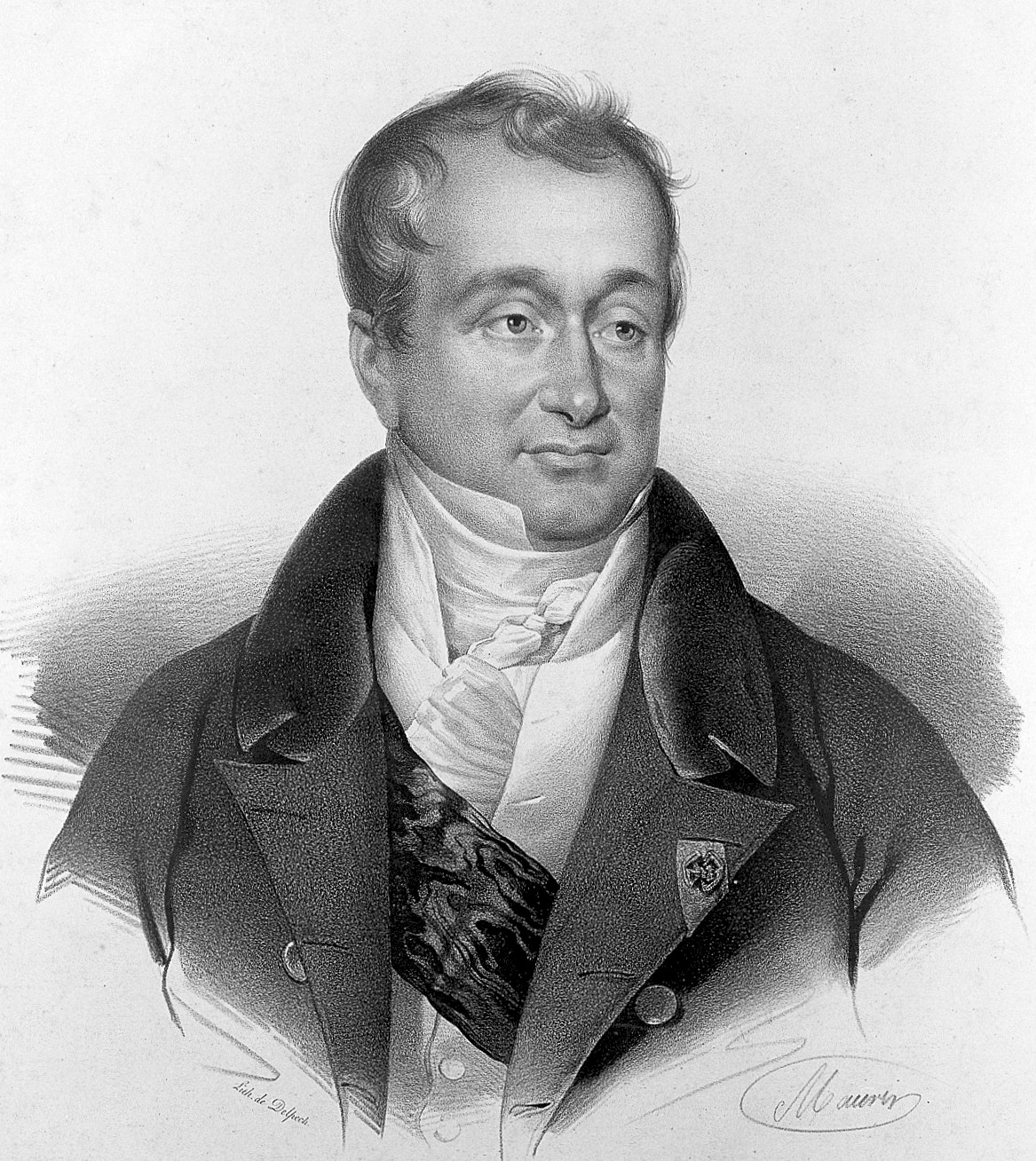
Гійом Дюпюітрен (1777—1835), який розробив класифікацію опіків

Наскельні малюнки, які налічують більше 3500 років, містять зображення опіків і методів їхнього лікування. У 1 500 році до н. е. на єгипетському папірусі Сміта зображені методи лікування з використанням меду та мазі на основі смоли. Протягом століть використовувалось багато інших методів лікування, до яких належать: використання листя китайського чаю, задокументоване у 600 році до н. е., використання жиру свині та оцту, винайдене Гіппократом та задокументоване у 400 році до н. е., використання вина та рому, винайдене Цельсієм та задокументоване у I ст. н. е. У 1500 році французький хірург Амбруаз Паре був першим, хто описав різноманітні ступені опіків. У 1832 р. Гійом Дюпюітрен розділив їх на шість різних ступенів тяжкості.
Перша лікарня, де лікували опіки, була відкрита у 1843 р. в Лондоні, а розвиток сучасних методів лікування опіків розпочався наприкінці 1800-х — на початку 1900-х років. Протягом Першої світової війни Генрі Д. Дейкін та Алексіс Каррель розробили стандарти очищення та дезінфекції опіків та ран за допомогою гіпохлориту натрію, що значною мірою сприяло зменшенню випадків загибелі через опіки. У 1940-х роках була доведена важливість вчасного видалення та трансплантації шкіри, а також приблизно у той же час було винайдено рідинну реанімацію та формули її застосування. У 1970-х роках дослідники продемонстрували важливість гіперметаболічного стану, який виникає через отримання тяжких опіків.

## Актуальність
У той час як тяжкі опіки можуть бути фатальними, сучасні процедури розроблені з 1960 року значно поліпшили результати лікування, особливо у дітей і молодих дорослих. У всьому світі близько 11 мільйонів людей звертаються по медичну допомогу, і 300 000 помирають від опіків кожного року. У Сполучених Штатах, приблизно 4 % з прийнятих до опікового центру помирають від них. Довгостроковий результат пов'язаний насамперед із розміром опіку і віком постраждалої людини.
Опіки — це глобальна проблема охорони здоров'я, яка призводить до приблизно 180 000 смертей щороку.[джерело?] Більшість з них виникає в країнах з низьким і середнім рівнем доходу, а майже дві третини — в африканських та Південно-Східній Азії.
У багатьох країнах з високим рівнем доходу рівень летальність від опіку зменшується, а рівень летальності дітей від опіків наразі всемеро більший у країнах з низьким і середнім рівнем доходу, ніж у країнах з високим рівнем доходу.
Несмертельні опіки є головною причиною захворюваності, включаючи тривалу госпіталізацію, зменшення та втрату працездатності, часто із формуванням стигми та відторгнення внаслідок великих косметичних проблем.[джерело?]
Опіки є однією з провідних причин втрачених років зі втратою працездатності (DALY)[джерело?] у країнах з низьким та середнім рівнем доходу. 
Дані деяких країн:
- В Індії понад 1 000 000 людей помірно або сильно обпікаються щороку.
- Майже 173 000 дітей Бангладеші щороку помірно або сильно уражуються опіками.
- У Бангладеш, Колумбії, Єгипті та Пакистані 17 % дітей з опіками мають тимчасову втрату працездатності, а 18 % мають постійну втрату працездатності.
- Опіки — це друга за поширеністю травма в сільських регіонах Непалу, що становить 5 % інвалідності.
- У 2008 році в Сполучених Штатах Америки сталося понад 410 000 опікових травм, приблизно 40 000 потребували госпіталізації[10].

### Фактори ризику
Регіональні фактори:
- Діти до 5 років в Африканському регіоні ВООЗ мають випадки смерті від опіку удвічі більше, ніж діти до 5 років у всьому світі.
- Хлопчики до 5 років, які проживають у країнах з низьким і середнім рівнем доходу Східноземноморського регіону ВООЗ, майже удвічі частіше помирають від опіків, ніж хлопчики, що живуть у європейському регіоні ВООЗ.
- Частота опікових травм, що потребують медичної допомоги, майже в 20 разів більша в Західно-Тихоокеанському регіоні ВООЗ, ніж у регіоні ВООЗ Америки.

Соціально-економічні фактори:
- Люди, які живуть у країнах з низьким та середнім рівнем доходу, мають більший ризик отримання опіків, ніж люди, які живуть у країнах з високим рівнем доходу. Однак у всіх країнах ризик опіку корелює з соціально-економічним статусом.

Інші фактори ризику:
- професії, де збільшений ризик впливу вогню;
- бідність, переповненість та відсутність належних заходів безпеки;
- влаштування молодих недосвідчених людей на побутові професії, як-от приготування їжі та догляд за маленькими дітьми;
- медичні стани, включаючи епілепсію, периферичну нейропатію та фізичні та когнітивні вади;
- зловживання алкоголем та курінням;
- доступ до хімічних речовин, що застосовуються для нападу (наприклад, при нападах насильства з використання кислоти);
- використання гасу (парафіну) як джерела палива для неелектричних побутових приладів;
- неадекватні заходи безпеки для скрапленого нафтового газу та електроенергії[10].

## Клінічні прояви
Характеристики опіку залежить від його глибини. Поверхневі опіки завдають болю, який триває два-три дні з подальшим лущенням шкіри протягом наступних кількох днів. Особи, постраждалі від тяжчих опіків, можуть мати дискомфорт або скаржитися на відчуття тиску, радше ніж біль. Глибокі опіки можуть бути абсолютно нечутливими до легких дотиків або проколів. У той час як поверхневі опіки, як правило, червоного кольору, тяжкі опіки можуть бути рожевим, білими або чорними. Опіки навколо рота або обпалене волосся в носі може означати, що стався опік дихальних шляхів, але ці показники не дають остаточного діагнозу. Тривожнішими ознаками є задишка, хрипкість голосу, стрідор або свист при диханні. Свербіж зазвичай зустрічається під час процесу загоєння, виникаючи у 90 % дорослих і майже у всіх дітей. Оніміння або поколювання можуть тривати протягом значного періоду часу після того, як трапилася електрична травма. Опіки також можуть призводити до емоційних та психологічних розладів.
| Тип | Постраждалі шари                                                | Зовнішній вигляд                                                | Текстура        | Відчуття          | Час загоєння                                 | Прогноз                                                                                       | Приклад                                                              |
| --- | --------------------------------------------------------------- | --------------------------------------------------------------- | --------------- | ----------------- | -------------------------------------------- | --------------------------------------------------------------------------------------------- | -------------------------------------------------------------------- |
| Поверхневий (перший ступінь*) | Епідерміс                                                       | Червоний без пухирів                                            | Сухий           | Болючий           | 5—10 днів                                    | Заживає добре; Повторюваний сонячний опік підвищує ризик раку шкіри протягом подальшого життя | Засмага є типовим опіком першого ступеня.                            |
| Поверхневий проникаючий (другого ступеня*) | Проникає у поверхневий (папілярний) шар шкіри                   | Почервоніння з чітким пухирем. Під тиском біліє.                | Вологий         | Дуже болючий      | менше 2—3 тижнів                             | Місцева інфекція/целюліт, але, зазвичай, без шрамів                                           | Опік другого ступеня великого пальця                                 |
| Глибокий проникаючий (другого ступеня*) | Проникає у глибокий (ретикулярний) шар                          | Жовтий або білий. Не схильний до побіління. Можуть бути пухирі. | Достатньо сухий | Тиск і дискомфорт | 3—8 тижнів                                   | Шрами, стягнення (може знадобитися резекція та трансплантація шкіри)                          | Опік другого ступеня, породжений контактом з киплячою водою          |
| Глибокий (третього ступеня*) | Проходить через всю товщу шкіри                                 | Міцний і білий/коричневий Немає побіління                       | Шкіряний        | Неболючий         | Довге (протягом місяців) і неповне заживання | Шрами, стягування, ампутація (рекомендується рання резекція)                                  | Восьмиденний опік третього ступеня, спричинений глушником мотоцикла. |
| Поширення на глибокі тканини (Четвертого ступеня)* | Проходить через всю шкіру до нижчих шарів жиру, м'язів і кісток | Чорний, з обвугленим струпом; «опікова веселка»                 | Сухий           | Безболісний       | Потребує резекції                            | Ампутація, значні функціональні порушення, а в деяких випадках і смерть.                      | Опік 4-го ступеня                                                    |
| Примітки: * — 4-х ступенева класифікація опіків відмінна від діючої класифікації прийнятої в Україні відповідним наказом МОЗ України. Детальніше про ступеневі класифікації дивись відповідний розділ. |                                                                 |                                                                 |                 |                   |                                              |                                                                                               |                                                                      |

## Причина
Опіки, які спричинюють різні зовнішні причини, класифікуються як теплові, хімічні, електричні та ті, які виникли через випромінювання. У Сполучених Штатах найпоширенішими причинами опіків є відкритий вогонь (44 %), кипляча вода (33 %), гарячі предмети (9 %), електрика (4 %) і хімічні речовини (3 %). Більшість (69 %) опіків трапляється вдома або на роботі (9 %), і більшість із них є випадковими, 2 % пов'язані з нападом сторонньої особи, і 1—2 % виникають під час спроби самогубства. Ці джерела можуть спричинити ураження дихальних шляхів та/або легенів, що відбувається приблизно у 6 % випадків.
Опіки трапляються частіше серед бідних. Куріння є фактором ризику, хоча вживання алкоголю не є таким фактором. Опіки, які спричинює вогонь, як правило, поширеніші в холодному кліматі. Специфічні чинники ризику в країнах, що розвиваються, включають кухню з відкритим вогнем або розведення вогню на підлозі, а також відхилення розвитку у дітей та хронічні захворювання у дорослих.

### Термічні опіки
Вогонь і гарячі рідини є найпоширенішою причиною опіків. Серед пожеж у приміщеннях, які призводять до смерті, куріння спричинює 25 % випадків, а опалювальні прилади — 22 %. Майже половина травм пов'язана із заходами боротьби з вогнем. Ошпарення спричинюється гарячими рідинами або газами і найчастіше відбувається в результаті дії гарячих рідин, водопровідної води високої температури у ванні або душі, гарячої олії або пари. Травми від ошпарення найбільш часто зустрічається у дітей у віці до п'яти років, а в США і Австралії на цю популяцію припадає близько двох третин усіх опіків. Контакт з гарячими предметами є причиною близько 20—30 % опіків у дітей. Як правило, ошпарення призводить до опіків першого або другого ступеня, але може також призвести до опіків третього ступеня, особливо при тривалому контакті. Феєрверк є частою причиною опіків під час свят у багатьох країнах. Він становить особливий ризик для підлітків чоловічої статі.

### Хімічні опіки
Хімічні речовини спричинюють від 2 до 11 % всіх опіків і спричиняють як мінімум 30 % опікових смертей, пов'язаних з ними. Хімічні опіки можуть спричинити більш ніж 25 000 речовин, більшість з яких є сильнодіючими лугами (55 %) або кислотами (26 %). Більшість випадків смертей від хімічних опіків є вторинними по відношенню до прийому їжі. Загальні діючі речовини: сірчана кислота, що міститься у миючих туалетних засобах, гіпохлорит натрію, що знаходиться у відбілювачах, і галогеновані вуглеводи, що знаходяться у розчинниках фарби, серед іншого. Плавикова кислота може спричинити особливо глибокі опіки, які можуть не показувати симптомів, що проявляються лише через деякий час після контакту з нею. Мурашина кислота може спричинити розпад значної кількості еритроцитів.

### Електричні опіки
Електричні опіки або травми класифікують як високовольтні (більше або рівні 1000 вольт), низьковольтні (менше 1000 вольт) або опіки від світлового опромінення, що є вторинними по відношенню до електричної дуги. Найпоширенішими причинами електричних опіків у дітей є електричні шнури (60 %), а потім електричні розетки (14 %). Блискавка також може спричинити електричні опіки. Фактори ризику удару струмом включають участь у різних видах спорту на свіжому повітрі, як-от альпінізм, гольф, види спорту, що практикуються на стадіонах та спортивних майданчиках і робота надворі. Смертність від удару блискавки становить близько 10 %.
У той час як ураження електричним струмом насамперед призводить до опіків, воно також може спричинити перелом або зміщення кісток, вторинні по відношенню до травмування тупим предметом або скорочення м'язів. При високовольтних травмах найбільші ушкодження можуть бути завдані внутрішньо і, отже, обсяг травми не може бути оцінений на підставі лише огляду шкіри. Контакт з низькою чи високою напругою може призвести до аритмії або зупинки серця.

### Опіки від опромінення
Опіки від опромінення можуть бути спричинені затяжним впливом ультрафіолетового світла (наприклад, від сонця, соляріїв або дугового зварювання) чи іонізуючим випромінюванням (наприклад, від променевої терапії, рентгенівських променів або радіоактивних опадів). Вплив сонця є найпоширенішою причиною опіків від опромінення і найпоширенішою причиною поверхневих опіків у цілому. Існує значна різниця в тому, наскільки легко люди дістають засмагу на основі їхнього типу шкіри. Реакція шкіри на іонізуюче випромінювання залежить від кількості опромінення певної області шкіри, зі втратою волосся після отримання 3-х Греїв, Почервоніння трапляється після отримання 10 Греїв, лущення вологої шкіри — після 20 Греїв, а некроз — після 30 Греїв. Почервоніння, якщо буде мати місце, можливо, з'явиться лише через деякий час після опромінення. Радіаційні опіки лікуються так само, як і інші опіки. Мікрохвильові опіки відбуваються через тепловий нагрів, якій зумовлюють мікрохвилі. Тоді як навіть найкоротший вплив протягом двох секунд може призвести до травм, у цілому це рідкісний випадок. .

### Навмисні
Серед госпіталізованих з опіками або ошпаренням, 3—10 % спричинені нападами. Причини нападів: жорстоке поводження з дитиною, особисті суперечки, домашнє насильство, жорстоке поводження з літніми людьми і бізнес-суперечки. Травми від занурення або ошпарення через занурення може свідчити про жорстоке поводження з дітьми. Такі травми виникають, коли кінцівки або нижню частину тіла (сідниці або промежину) тримають під поверхнею гарячої води. Такі опіки часто мають чітку верхню межу і часто симетричні. Інші ризикові ознаки потенційного насильства включають: циркулярні опіки, відсутність ознак сплесків, опіки однакової глибини і поєднання з іншими ознаки занедбання чи насильства.
Спалення нареченої як форма домашнього насильства зустрічається у деяких культурах, наприклад, в Індії, де жінку спалюють через незадоволеність чоловіка або його родини недостатнім приданим. У Пакистані випадки нанесення кислотних опіків становлять 13 % загальної кількості навмисного нанесення опіків та часто пов'язані з домашнім насильством. Самоспалення (акт, коли людина спалює себе у вогні для вираження протесту) також відносно поширене серед індійських жінок.

## Патофізіологія

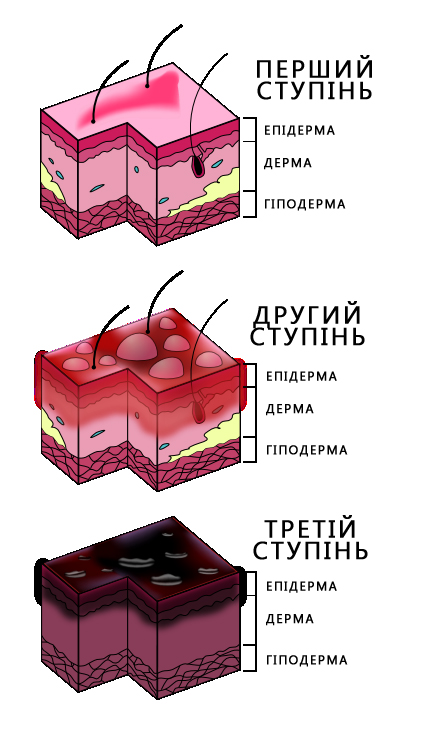
Перші три ступені опіків (термічних)

При температурі вище 44 °C (111 °F) білки починають втрачати свою об'ємну форму та руйнуватися. Це призводить до ушкодження клітин та тканин. Більшість негативних наслідків опіків є ускладненнями, пов'язаними з нормальним функціонуванням шкіри, в тому числі порушенням чутливості шкіри, здатності запобігати втраті води та здатності регулювати температуру тіла. Руйнування клітинних мембран призводить до втрати клітинами калію та його виведення у позаклітинний простір, а також до втрати здатності поглинати воду та калій.
Значні опіки (більше 30 % загальної площі поверхні тіла) призводять до поширеного запального процесу. Це виражається у підвищеному витоку рідини з капілярів у міжтканинний простір із подальшим набряком тканин. Це призводить до зменшення загального об'єму крові та до значної втрати плазми у тому об'ємі, що залишився, призводячи до згущення крові. Слабкий приплив крові до таких органів, як нирки та шлунково-кишковий тракт, може призвести до ниркової недостатності та виразки шлунку.
Підвищені рівні катехоламінів та кортизолу можуть призвести до гіперметаболічного стану, який може тривати роками. Цей стан виражається у підвищених серцевому викиді, прискореному серцебиттю та слабкій імунній функції.

## Діагностика
Опіки класифікуються за глибиною, способом отримання, обсягом та супутніми ушкодженнями. Найпоширеніша класифікація базується на глибині ушкоджень. Глибину опіку зазвичай встановлюють під час огляду, однак для цього також може використовуватися біопсія. Точно встановити глибину опіку впродовж одного огляду може бути важко, отже, впродовж декількох днів можуть знадобитися повторні огляди. Постраждалих з опіками від вогню у разі головного болю або запаморочення необхідно перевірити на отруєння чадним газом. Їх також необхідно перевірити на отруєння ціаном.

### Ступені опіків за глибиною ушкоджень.
Існують декілька класифікацій опіків за глибиною уражень які використовуються у різних країнах. В Україні наказом МОЗ від 06 листопада 2024 року № 1869 затверджено наступну класифікацію:
| Ступінь опіку | Глибина ушкодження  | Етіологія                                                                      | Ушкоджений шар шкіри                                          | Клініка                                                                             | Больові відчуття | Результат і прогноз                                                    |
| ------------- | ------------------- | ------------------------------------------------------------------------------ | ------------------------------------------------------------- | ----------------------------------------------------------------------------------- | ---------------- | ---------------------------------------------------------------------- |
| І             | Поверхневе          | Перебування на сонці, гарячі рідини з низькою в'язкістю і коротка експозиція   | Епідерміс (тільки)                                            | Колір зони ураження від рожевого до червоного, волога, без пухирів                  | Помірні          | Загоєння протягом 3 — 7 діб                                            |
| ІІа           | Поверхневе часткове | Гарячі рідини, хімічні опіки слабкими кислотами або лугами                     | Поверхневий папілярний шар дерми                              | Пухирі червоні, вологі, неушкоджені епідермальні придатки, блідніють при натисканні | Сильні           | Загоєння протягом 1 — 3 тижнів, довготривалі зміни пігментації шкіри   |
| ІІб           | Глибоке часткове    | Полум'я, хімічні опіки, електричні ураження, гарячі рідини з високою в'язкістю | Більш глибокий ретикулярний шар дерми                         | Суха поверхня, що не блідне при натисканні                                          | Незначні         | Загоєння протягом 3 — 6 тижнів з утворенням рубців                     |
| ІІІ           | Глибоке             | Полум'я, електричні ураження, хімічні опіки, вибухові, самоспалення            | Повна товщина шкіри та підшкірна жирова клітковина або глибше | Суха біла або червона з тромбозом судин поверхня                                    | Немає            | Не загоюється первинним натягненням, потрібна аутотрансплантація шкіри |

У деяких пострадянських країнах використовується 4-х ступенева клініко-морфологічна класифікація термічних опіків, прийнята на XXVII Всесоюзному з'їзді хірургів у 1961 (1960) році (СРСР):
- Перший ступінь. Уражається верхній шар ороговілого епітелію. Проявляється почервонінням шкіри, невеликим набряком та болем. Через 2-4 дні відбувається одужання. Загиблий епітелій злущується, слідів поразки не залишається.
- Другий ступінь. Пошкоджується ороговілий епітелій до паросткового шару. Формуються невеликі бульбашки із серозним вмістом. Повністю гояться рахунок регенерації з збереженого росткового шару за 1—2 тижня.
- Третій ступінь. Уражаються всі верстви епідермісу та дерма.
- Третій А ступінь. Частково уражається дерма, дном рани служить непошкоджена частина дерми з епітеліальними елементами, що залишилися (сальними, потовими залозами, волосяними фолікулами). Відразу після опіку виглядає як чорний чи коричневий струп. Можуть формуватися бульбашки великого розміру, схильні до злиття, із серозно-геморагічним вмістом. Больова чутливість знижена. Можливе самостійне відновлення поверхні шкіри, якщо опік не ускладниться інфекцією та не станеться вторинного поглиблення рани.
- Третій Б ступінь. Тотальна загибель шкіри до підшкірно-жирової клітковини.
- Четвертий ступінь. Загибель тканин, що підлягають, обвуглювання м'язів, кісток, підшкірно-жирової клітковини.

Рекомендації комітету TCCC для тактичної медицини та деякі англомовні джерела пропонують використовувати наступну класифікацію:
- Опіки першого ступеня (поверхневі). Опіки першого ступеня вражають лише зовнішній шар шкіри — епідерміс. Місце опіку червоне, болюче, сухе, без пухирів. Прикладом є легкі сонячні опіки. Тривале пошкодження тканин зустрічається рідко і часто полягає в посиленні або зменшенні кольору шкіри.
- Опіки другого ступеня (часткової товщини). Опіки другого ступеня охоплюють епідерміс і частину нижнього шару шкіри — дерму. Місце опіку виглядає червоним, з пухирями, може бути набряклим і болючим.
- Опіки третього ступеня (на всю товщину). Опіки третього ступеня руйнують епідерміс і дерму. Вони можуть проникати у внутрішній шар шкіри, підшкірну клітковину. Місце опіку може виглядати білим або почорнілим і обвугленим.
- Опіки четвертого ступеня. Опіки четвертого ступеня проходять через обидва шари шкіри та підлеглі тканини, а також більш глибокі тканини, можливо, залучаючи м'язи та кістки. Відчуття в цій області відсутні, оскільки нервові закінчення зруйновані.

Американська опікова асоціація (American Burn Association) пропонує використовувати наступну класифікацію глибини опіків:
- Поверхневі  —  поверхневі або епідермальні опіки охоплюють лише епідермальний шар шкіри.
- Часткова товщина  —  опіки часткової товщини охоплюють епідерміс і частини дерми. Вони характеризуються як поверхневі, так і глибокі.
  - Поверхнева часткова товщина — ці опіки характерні для утворення пухирів протягом 24 годин між епідермісом і дермою.
  - Глибокі опіки часткової товщини — ці опіки поширюються на глибші шари дерми та характерно відрізняються від поверхневих опіків часткової товщини. Глибокі опіки пошкоджують волосяні фолікули і залозисту тканину.
- Опіки на всю товщину  —  ці опіки поширюються та руйнують усі шари дерми та часто пошкоджують підшкірну клітковину.
- Поширення на глибокі тканини  —  опіки четвертого ступеня — це глибокі та потенційно небезпечні для життя ушкодження, які поширюються через шкіру на м'які тканини, що лежать під нею, і можуть охоплювати м'язи або кістки.

### Площа опіку
Також не менш важливим фактором є площа опіку. Чим більша площа опікової поверхні, тим вищий ризик розвитку опікового шоку, опікової хвороби і тим тяжче стан постраждалого.
Загальна площа шкірних покривів у середньому становить 2 м². Додаткову площу мають слизові оболонки ока, середнього вуха, носо- та рото-глотки, гортані, трахеї. Таким чином не завжди видима площа опіків є дійсною.
Площа опіків вимірюється у процентному відношенні від загальної площі поверхні тіла (ЗППТ), ураженої поверхневими або глибокими опіками. Опіки першого ступеня — почервоніння без пухирів — при цьому не враховуються. Більшість опіків (70 %) займають менше 10 % ЗППТ.
Існують численні методи визначення ЗППТ, у тому числі правило «дев'яток», таблиці Лунда-Браудера та оцінювання на основі розміру долоні людини. Правило «дев'яток» дуже легко запам'ятати, але його точність розповсюджується лише на осіб старше 16 років. Точніші дані можна отримати за допомогою таблиць Лунда-Браудера, які враховують пропорції частин тіла дорослих та дітей. Розмір відбитка руки (у тому числі долоні та пальців) становить приблизно 1 % ЗППТ. За правилом дев'яток у дорослих площа поверхні окремих частин тіла і кінцівок розділена умовно і відповідає 9 % поверхні усього тіла, або цей показник кратний 9 %. Тільки площа зовнішніх статевих органів і промежини, як і площа долоні, становить 1 % поверхні тіла. На практиці використовують обидва способи: при обмежених опіках застосовують правило долоні, при великих — правило дев'яток.
Опікові центри зазвичай використовують діаграму Лунда-Браудера, що дає змогу точніше визначити відсоток опіку.
| Ділянка                     | Від народженя до 1 року | 1 — 4 роки | 5 — 9 років | 10 — 14 років | 15 років | Дорослі |
| --------------------------- | ----------------------- | ---------- | ----------- | ------------- | -------- | ------- |
| Голова                      | 19                      | 17         | 13          | 11            | 9        | 7       |
| Шия                         | 2                       | 2          | 2           | 2             | 2        | 2       |
| Передня поверхня тулуба     | 13                      | 13         | 13          | 13            | 13       | 13      |
| Задня поверхня тулуба       | 13                      | 13         | 13          | 13            | 13       | 13      |
| Права сідниця               | 2.5                     | 2.5        | 2.5         | 2.5           | 2.5      | 2.5     |
| Ліва сідниця                | 2.5                     | 2.5        | 2.5         | 2.5           | 2.5      | 2.5     |
| Промежина та статеві органи | 1                       | 1          | 1           | 1             | 1        | 1       |
| Праве плече                 | 4                       | 4          | 4           | 4             | 4        | 4       |
| Ліве плече                  | 4                       | 4          | 4           | 4             | 4        | 4       |
| Праве передпліччя           | 3                       | 3          | 3           | 3             | 3        | 3       |
| Ліве передпліччя            | 3                       | 3          | 3           | 3             | 3        | 3       |
| Права кисть                 | 2,5                     | 2,5        | 2,5         | 2,5           | 2,5      | 2,5     |
| Ліва кисть                  | 2,5                     | 2,5        | 2,5         | 2,5           | 2,5      | 2,5     |
| Праве стегно                | 5,5                     | 6,5        | 8           | 8,5           | 9        | 9,5     |
| Ліве стегно                 | 5,5                     | 6,5        | 8           | 8,5           | 9        | 9,5     |
| Права гомілка               | 5                       | 5          | 5,5         | 6             | 6,5      | 7       |
| Ліва гомілка                | 5                       | 5          | 5,5         | 6             | 6,5      | 7       |
| Права стопа                 | 3,5                     | 3,5        | 3,5         | 3,5           | 3,5      | 3,5     |
| Ліва стопа                  | 3,5                     | 3,5        | 3,5         | 3,5           | 3,5      | 3,5     |

### Класифікація опіків
Опіки класифікуються за джерелом виникнення на:
- термічні — опіки, що виникають внаслідок дії джерел тепла (полум'я, розпечених металів, променевої енергії тощо);
- хімічні — опіки, що спричинюються дією будь-якої хімічної речовини;
- радіаційні — виникають при тривалій дії й потраплянні радіоактивних речовин на шкіру і слизові оболонки.
  - променеві — ураження, що виникають внаслідок місцевої дії на шкіру іонізуючого випромінювання;
- світлові — термічні опіки, які виникають внаслідок інтенсивного світлового випромінювання:
  - сонячні — опіки шкіри, які виникають внаслідок дії сонячного випромінювання;
- електричні (електроопіки) — опіки, які виникають при проходженні крізь тканини електричного струму;
- комбіновані:
  - термохімічні.

### Тяжкість стану
| Незначні                       | Помірні                          | Серйозні                                    |
| ------------------------------ | -------------------------------- | ------------------------------------------- |
| Дорослі <10 % ЗППТ             | Дорослі 10—20 % ЗППТ             | Дорослі >20 % ЗППТ                          |
| Діти або літні люди < 5 % ЗППТ | Діти або літні люди 5—10 % ЗППТ  | Діти або літні люди >10 % ЗППТ              |
| <2 % опік на всю товщу шкіри   | 2—5 % опік на всю товщу шкіри    | >5 % опік на всю товщу шкіри                |
|                                | Травмування високою напругою     | Опік від травмування високою напругою       |
|                                | Можливе травмування від вдихання | Відоме травмування від вдихання             |
|                                | Циркулярний опік                 | Значний опік обличчя, суглобів, рук або ніг |
|                                | Інші проблеми зі здоров'ям       | Супутні травми                              |

Для визначення необхідності доправлення до спеціалізованого опікового закладу Американська опікова асоціація розробила відповідну систему класифікації. За цією системою опіки поділяються на важкі, середні та легкі. Такий розподіл зумовлений багатьма факторами, включаючи площу ураженої поверхні тіла, ураження окремих ділянок тіла, вік людини та супутні ушкодження. Лікування легких опіків зазвичай проводиться вдома, середніх опіків — у лікарні, важких опіків — в опіковому центрі.

## Профілактика
Як показує практика, приблизно половини випадків отримання опіків можна було б уникнути. Програми профілактики опіків значно зменшили частку серйозних опіків. Профілактичні заходи включають: обмеження температури гарячої води, встановлення димової сигналізації та спринклерних систем пожежогасіння, дотримання відповідних норм будівництва та використання вогнезахисного одягу. Експерти радять налаштовувати водонагрівачі на рівень не вище 48,8 °C. Серед інших заходів попередження ошпарення можна навести використання термометрів для вимірювання температури води у ванні, а також панелі захисту від розбризкування на кухонних плитах. Оскільки вплив законодавства в сфері продажу піротехнічних виробів не вивчений, то існує очевидна користь від впровадження рекомендацій щодо обмеження продажу піротехнічних виробів дітям.

## Лікування
Лікують опіки у комбустіологічних відділеннях або центрах, при їхній відсутності — у травматологічному чи хірургічному відділеннях.[джерело?]
Лікувати опіки можна консервативно або оперативно. Лікують як місцеві, так і загальні патологічні зміни, породжені опіковою травмою в організмі людини. Існує два методи місцевого лікування опіків: відкритий та закритий.[джерело?]
Окрім того застосовують знеболювання, симптоматичну терапію, трансплантацію, при важких станах — підтримка життєво-важливих функцій, корекція водно-електролітного балансу, парентеральне харчування, детоксикаційну терапію.
Реанімаційні заходи необхідно починати з оцінювання стану та стабілізації дихальних шляхів постраждалого, відновлення нормального дихання та кровообігу. У разі підозри на ушкодження дихальних шляхів може знадобитись швидка інтубація. Лише після цього необхідно переходити до безпосередньої обробки опікової рани. До прибуття у лікарню людину з поширеними опіками необхідно загорнути у чисте простирадло. Оскільки опікові рани збільшують імовірність інфекцій, то особам, які не проходили відповідного щеплення впродовж останніх п'яти років, роблять вторинну ін'єкцію проти правця. У Сполучених Штатах 95 % пацієнтів, яких доставляють до швидкої з опіками, лікують та відпускають додому; 5 % пацієнтів потребують лікування в умовах стаціонару. У разі важких опіків швидке доправлення до медичного закладу має першочергове значення. Окрім традиційного лікування також може допомогти гіпербарична оксигенація.
Також при великих площах опіку застосовують так звані щоденні «протиопікові ванни».[джерело?]

### Перша допомога при опіках
У першу чергу необхідно усунути джерело опіку, та віддалити постраждалого від нього: відтягнути від вогню, скинути тліючий (гарячий) одяг, оголити обпечені ділянки. У важких випадках перевірити наявність життєво-важливих функцій, при їх відсутності розпочати серцево-легеневу реанімацію.
Далі охолодити обпечені ділянки: проточною водою (душ, кран), вологими холодними «примочками» протягом 10—15 хвилин, при хімічних опіках — щонайменше 30 хвилин. Увага, при наданні допомоги може виникнути переохолодження, що також негативно вплине на постраждалу людину.
Ввести знеболювальні препарати, накласти асептичну пов'язку. Перед накладанням пов'язки, ділянки обпеченої але неушкодженої шкіри можна тільки протерти антисептиком (етиловий медичний спирт). При масивних опіках, постраждалого поміщають у щойно випрасувані простирадла і терміново госпіталізують машиною швидкої допомоги викликавши її за номером 103. При значних площах опіку, обпеченій людині дають пити багато теплої рідини (чай, розведений регідрон, лужно-сольовий розчин), пов'язки чи простирадла обов'язково злегка зволожують із зовнішньої сторони розчином антисептика (або чистою водою), для сповільнення процесу випаровування тканинної рідини з обпеченої поверхні.
При опіках І і II ст. слід негайно покласти на уражене місце вологу прохолодну «примочку», (змочену водою, слабким розчином марганцевокислого калію[джерело?]). У жодному разі не використовувати примочку зі спиртом, горілкою, одеколоном! Антисептик (або чиста вода) має бути прохолодним (в жодному разі не льодяними). Після промивання можна застосувати пантенол, левіан, диоксизоль, та забинтувати уражене місце або прикрити серветками. Дати випити постраждалій людині знеболювальні (анальгін, солподеїн, кетанов, нурофен тощо, пам'ятайте, таблетовані препарати діють із затримкою щонайменше 30 хвилин[джерело?]).
При наданні першої медичної допомоги забороняється: — торкатися руками обпалених ділянок тіла; — підсікати або сікти пухирі, оскільки епідерміс, що відшарувався, тимчасово грає роль біологічного покриття, запобігає вторинному інфікуванню, сприяє загоєнню ран. Пухирі підсікаються або січуться тільки в стаціонарі, при туалеті або первинній хірургічній обробці ран; — змащувати опікову поверхню аптечними або саморобними мазями і присипками, тертою картоплею, салом, маслом, олією, яєчним білком чи жовтком, кефіром, зеленкою. Також лікарі категорично проти (при ПМД) застосування інших лікувальних мазей, особливо водонерозчинних; — видаляти прилиплі до обпалених поверхонь бітум, каніфоль, клей тощо.
При III—IV ст. на уражені місця накладають стерильні вологі пов'язки з антисептиком. Обов'язкове введення адекватної дози знеболювальних. Необхідно якомога швидше транспортувати такого постраждалого в медичний заклад, де є опікове відділення. При можливості, дуже добре дати постраждалому випити багато (500—1000 мл) рідини (вода, полівалентні сольові комбіновані розчини (регідрон, поляризуюча суміш[джерело?], 2 % водний розчин соди[джерело?])).
Не приступайте до надання першої допомоги, перш ніж ви не забезпечите власну безпеку (вимкніть електричний струм, надіньте рукавички для хімікатів тощо)
- Не прикладайте палички, олію, халді (куркуму) або сиру бавовну до опіку.
- Не застосовуйте лід, оскільки це поглиблює травму.
- Уникайте тривалого охолодження водою, оскільки це призведе до переохолодження.
- Не чіпайте пухирі до тих пір, поки не зможете застосувати місцеві антимікробні препарати, наприклад, у медичного працівника.
- Не наносьте жодного матеріалу безпосередньо на рану, оскільки вона може заразитися.
- Уникайте застосування місцевих медикаментів, поки пацієнту не буде надано відповідну медичну допомогу.[10]

### При опіках, для безрубцевого загоєння ран[джерело?]
На будь-яку опікову рану, змочену стерильною водою або медичним фізіологічним розчином (для уникнення занесення інфекції) нанести достатню кількість колагену, так, щоб покрита була вся уражена поверхня. Потім, у міру висихання колагену, змочувати, щоб уникнути больового синдрому від стягання шкіри. Застосовувати колаген по необхідності, залежно від важкості ураження. На свіжий післяопераційний рубець можна накладати колаген, відразу після нанесення швів або після зняття швів. Нанести 5—10 крапель безпосередньо на рубець, після цього необхідно накласти, попередньо змочену у фізрозчин марлеву серветку. Ця процедура забезпечить безболісний стан при висиханні колагену і швидке проникнення його в шкіру.[джерело?]

### Внутрішньовенні рідини
На догоспітальному та ранньому госпітальному етапі (коли площа опіку остаточно не вирахувана) початкова рідинна ресусцитація (реанімація) для пацієнтів із візуально значною опіковою поверхнею залежить від віку пацієнта і становить:
- 5 років і молодше: 125 мл/год розчину Рінгера лактат;
- 6 — 13 років: 250 мл/год розчину Рінгера лактат;
- 14 років і старше: 500 мл/год розчину Рінгера лактат.

Рідинна ресусцитація на госпітальному етапі:
Розрахунок об'єму інфузії в першу добу:
- Для дорослих та дітей більше 14 років Vінфузії (мл) = 2(мл) х масу тіла пацієнта (кг) х % ЗПОП;

- Для дітей 13 років і менше Vінфузії (мл) = 3(мл) х масу тіла пацієнта (кг) х % ЗПОП.

На додаток до реанімаційної рідини, зазначеної вище, немовлята та діти раннього віку також повинні отримувати розчин Рінгера лактат із 5 % декстрозою у кількості фізіологічних потреб (правило 4 — 2 — 1).
Для пацієнтів із опіками внаслідок ураження електричним струмом незалежно від віку: V інфузії (мл) = 4(мл) х масу тіла пацієнта (кг) х % ЗПОП. Плюс фізіологічна потреба в рідині за рахунок інфузії розчинів глюкози у дітей вагою більше 30 кг.
Погодинний темп сечовиділення є найбільш доступним методом контролю щодо адекватності інфузійної терапії у пацієнтів з нормальною функцією нирок. Цільові показники сечовиділення:
- дорослі: 0,5 — 1,0 мл/кг/год (або 30 — 50 мл/год);
- діти молодшого віку (маса тіла ≤ 30 кг): 1 мл/кг/год;
- діти (маса тіла > 30 кг, до 17 років): 0,5 мл/кг/год;
- дорослі пацієнти з ушкодженнями електричним струмом високої напруги з ознаками міоглобінурії: 1,0 — 1,5 мл/кг/год (75 — 100 мл/год) до моменту очищення сечі.

Очікуваний об'єм сечі повинен ґрунтуватися на ідеальній масі тіла, а не на фактичній масі до опіку (тобто пацієнту з масою тіла 200 кг, необов'язково, щоб об'єм сечі становив 100 мл на годину).
Перша половина розрахованого загального 24-годинного об'єму вводиться протягом перших 8 годин після опіку, розрахованого з моменту травми, а друга половина розрахованого загального 24-годинного реанімаційного об'єму вводиться протягом наступних 16 годин першого дня після опіку. Початком відліку є момент отримання травми. Якщо початкова рідинна ресусцитація відкладена, першу половину об'єму інфузійної терапії вводять протягом кількості годин, що залишилися від перших 8 годин після опіку. Не можна включати в розрахунки інфузії, що були проведені бригадою екстреної медичної допомоги. Болюсні інфузії не рекомендовані (за винятком гемодинамічно нестабільних пацієнтів). Інфузія розчинів глюкози в першу добу не рекомендована для дорослих пацієнтів. Необхідно уникати інфузії великих об'ємів 0,9 % розчину натрію хлориду.
Рутинне застосування розчинів альбуміну чи свіжозамороженої плазми у перші 24 години з моменту отримання травми не рекомендовано. Олігоурія свідчить про недостатню інфузійну терапію і не є показанням до призначення діуретиків. Потрібно уникати введення діуретиків
Введення рідини після ресусцитації. Пацієнти з опіками, як правило, потребують більших, ніж очікувалося, темпів підтримуючої внутрішньовенної рідини. Це пов'язано з багатьма факторами, такими як збільшення невідчутної втрати через опікові рани і аутодермотрансплантати, посилений метаболізм. Початкову кількість підтримуючої внутрішньовенної рідини розраховують за формулою MIVF (Maintenance Intravenous Fluid-підтримуюча внутрішньовенна рідина):
(25 мл + %ЗПОП) х площа поверхні тіла (м2) + (1500 мл х площа поверхні тіла (м2)) / 24 год.
Коли швидкість реанімаційної рідини (розраховану та скориговану для ресусцитації) титрується до розрахованої швидкості MIVF і зберігається, тоді склад рідини можна змінити на розчин 5 — 10 % глюкози з розчином Рінгера.
Діти з опіками більше 10—20 %  ЗППТ та дорослі з опіками більше 15 %  ЗППТ потребують надання формальної рідинної реанімації та моніторингу в опікових відділеннях. Таку реанімацію, у разі можливості, необхідно розпочинати ще до доправлення у лікарню, якщо площа опіків перевищує 25 %  ЗППТ.
Наведені формули, є модификованими від Формули Паркланда, що допомагає визначити необхідний об'єм введення внутрішньовенної рідини протягом перших 24 годин. Дітям необхідно вводити додаткову рідину для підтримки водного балансу із вмістом глюкози. Окрім того, особам з ураженням дихальних шляхів необхідно більше рідини. Невідповідна рідинна реанімація може спричинити ускладнення, надмірна реанімація також може завдати шкоди.
У рідких випадках необхідне переливання крові. Зазвичай воно призначається тільки у разі падіння рівня гемоглобіну нижче 60—80 г/л (6—8 г/дл) через супутній ризик ускладнень. У разі необхідності, через опалену шкіру встановлюють внутрішньовенні катетери, також може використовуватися внутрішньокісткова інфузія.

### Оброблення рани
Вчасне охолодження (впродовж 30 хвилин після опіку) зменшує глибину опіка та біль, однак слід пам'ятати, що надмірне охолодження може призвести до гіпотермії. Для цього необхідно застосовувати холодну,10—25 °C (50,0—77,0 °F) але не льодяну воду, оскільки використання останньої може лише погіршити стан. Хімічні опіки можуть вимагати поширеного промивання. Важливими заходами догляду за раною є обробка милом та водою, видалення відмерлої тканини та накладання пов'язки. При появі непошкоджених пухирів спосіб їх обробки досі не визначений. За деякими відомостями, їх необхідно залишити як є. Стан опіків другого ступеня необхідно знову перевірити через два дні.
При лікуванні опіків першого та другого ступенів існує незначна кількість фактів на підтвердження того, яку пов'язку слід вибрати. Лікування опіків першого ступеня доцільно проводити без пов'язки. Для цього часто призначаються місцеві антибіотики, хоча існує лише незначна кількість свідоцтв у їх підтримку. Використання сульфадіазина срібла (різновид антибіотиків) не рекомендоване, оскільки він подовжує час одужування. Існує недостатня кількість свідоцтв на підтримку використання пов'язок зі сріблом або накладення пов'язок із від'ємним тиском.

### Лікувальні засоби
Опіки можуть бути дуже болючими, але існують різноманітні засоби, які використовуються для угамування болю. Такими препаратами є прості анальгетики (як-от ібупрофен, ацетамінофен) та опіоїди, як-от морфій. Бензодіазепіни можна використовувати разом із анальгетиками для боротьби з відчуттям печіння. Під час лікування, можна використовувати антигістамінні препарати, масаж чи черезшкірну стимуляцію нервів для боротьби із свербежем. Однак, антигістамінні препарати є ефективними лише для 20 % людей. Також є приклади успішного використання габапентину, таке використання є виправданим для тих людей, яким не допомогли антигістамінні препарати.
Внутрішньовенні антибіотики рекомендують використовувати перед операціями людям з великими опіками (>60 % загальної площі опіків тіла) Станом на  2008, але згідно з рекомендаціями вони не підходять для загального використання через можливе виникнення стійкості до антибіотиків та зростаючий ризик виникнення грибкових інфекцій. Однак, є приклади такого використання, які збільшують шанси на порятунок людей з великими та тяжкими опіками. Еритропоетин не є ефективним препаратом для запобігання або лікування анемії у людей з опіками. Опіки, спричинені фтористоводневою кислотою, можна лікувати за допомогою глюконату кальцію, який є свого роду протиотрутою і може використовуватись як внутрішньовенно, так і/або місцево.

### Хірургічні операції
При пораненнях, для лікування яких потрібне хірургічне втручання для пересадки шкіри чи частини шкіри (зазвичай опіки з ускладненнями більшими, ніж маленький опік на всю товщу шкіри), допомога має бути надана якомога скоріше. Циркулярні опіки кінцівок чи грудної клітини потребують невідкладного хірургічного втручання із вирізанням шкіри, ця процедура ще знана як нанесення розрізів на опіковий струп. Хірургічне втручання необхідне для лікування або попередження виникнення проблем із дистальною циркуляцією або диханням. Ще не ясно, чи є така операція виправданою для опіків шиї чи пальців. Фасціотомія проводиться для опіків, отриманих електричними приладами.

### Альтернативна медицина
Мед здавна використовується для лікування опіків, але він може допомогти лише при опіках першого та другого ступенів. Лікування за допомогою Алое вера не є ефективним, однак воно може допомогти зняти біль, і в оглядах за 2007 р. є приклади поліпшення загоєння ран. Але у відповідному огляді за 2012 р. не було зареєстровано випадків поліпшення загоєння ран за допомогою сульфадіазина срібла.
Є небагато прикладів, коли вітамін Е допомагав у загоюванні келоїдів чи рубців. Не рекомендовано використовувати олію. У країнах з низьким рівнем доходу третя частина опіків лікується за допомогою традиційної медицини, що включає прикладання до опіків яєць, мулу, листя дерев чи коров'ячого гною. У деяких випадках хірургічне втручання неможливе через неналежне фінансування. Але є інші методи, що можуть використовуватись разом з медичним лікуванням для зменшення болю при процедурах та печії, такими методами є: терапія за допомогою віртуальної реальності, гіпноз, також можна використати методи впливу на поведінку, як-от техніка відволікання.

## Прогноз
| ЗППТ     | Смертність |
| -------- | ---------- |
| <10 %    | 0,6 %      |
| 10—20 %  | 2,9 %      |
| 20—30 %  | 8,6 %      |
| 30—40 %  | 16 %       |
| 40—50 %  | 25 %       |
| 50—60 %  | 37 %       |
| 60—70 %  | 43 %       |
| 70—80 %  | 57 %       |
| 80—90 %  | 73 %       |
| >90 %    | 85 %       |
| Вдихання | 23 %       |

Прогнози є найменш втішними для тих, у кого великі опіки, для людей літнього віку та жінок. Наявність ушкодження від отруєння димом та інших значних травм, як-от перелом довгих кісток, а також супутні серйозні захворювання (наприклад, хвороби серця, діабет, захворювання психічного характеру, спроби самогубства) також впливає на прогнози. У середньому, серед тих, хто звернувся за допомогою у центри лікування опіків у Сполучених Штатах, помирає 4 % людей, при цьому прогноз залежить від тяжкості опіку. Наприклад, пацієнти з опіками менш ніж 10 % загальної площі опіків тіла мають рівень смертності менш ніж 1 %, у той час пацієнти з опіками більш 90 % загальної площі опіків тіла, мають рівень смертності 85 %. В Афганістані люди із загальною площею опіків більш 60 % майже не мали шансів на урятування. Шкала Бо з давніх часів використовувалась для прогнозування результатів лікування більшості опіків; але з розвитком медицини, ця система вже не є точною. Результат прогнозування визначався за допомогою додавання до розмірів опіку (% загальної площі опіків тіла) віку людини, що більш-менш точно визначало ризик смерті.

### Ускладнення
Можуть виникнути деякі ускладнення, серед яких найпоширенішими є інфекції. У порядку частоти виникнення, потенційними ускладненнями є: пневмонія, запалення підшкірної клітковини, інфекції сечових шляхів, а також порушення дихання. До ризиків виникнення інфекцій також відносять: опіки більш ніж 30 % загальної площі опіків тіла, глибокі опіки, пацієнти крайнього віку (молоді чи старі), або опіки ніг чи промежини. Пневмонія зазвичай виникає у людей із хворобою дихальних шляхів.
Часто виникає анемія у людей з глибокими опіками на 10 % ЗППТ. Опіки від електричного струму можуть призвести до виникнення синдрому здавлювання чи рабдоміолізу через міопатію. Згортання крові у венах ніг виникає у 6—25 % людей. Після отримання великих опіків людина може знаходитись у гіперметаболічному стані протягом декількох років, що може спричинити хвороби щільності кісток та зменшення маси м'язів. Келоїди можуть бути наслідком опіку, особливо у молодих людей та людей з темною шкірою. Опіки у дітей можуть спричинити значну психологічну травму чи посттравматичний синдром. Рубці також можуть викликати негативне ставлення до свого тіла. У країнах, що розвиваються, значні опіки можуть стати причиною соціальної ізоляції, крайньої бідності, а також відмови від дітей.

## Епідеміологія

Роки життя з поправкою на недієздатність через пожежі на 100 000 мешканців у 2004 р.
no data
< 50
50-100
100-150
150-200
200-250
250-300
300-350
350-400
400-450
450-500
500-600
> 600

У 2004 році у світі було нараховано 11 мільйонів людей, які отримали опіки і звернулися за медичною допомогою; це призвело до загибелі 300 000 людей. Через це отримання опіків знаходиться на 4-му місці у рейтингу найрозповсюдженіших травм, слідом за зіткненням автомобілів, падіннями та насильством. Понад 90 % опіків були отримані у країнах, що розвиваються. Це частково зумовлено перенаселеністю та небезпечними умовами приготування їжі. Узагалі, приблизно 60 % фатальних опіків було отримано у Південно-Східній Азії із показником 11,6 випадків на 100 000.
У країнах, що розвиваються, від опіків дорослі чоловіки помирають вдвічі частіше ніж жінки.  Імовірно, що це зумовлене тим, що чоловіки працюють у небезпечніших місцях та займаються ризикованішою діяльністю.  Тим не менш, у багатьох країнах, що розвиваються, жінки вдвічі більше ризикують, ніж чоловіки. Часто це спричинено нещасними випадками на кухні та домашнім насильством. У країнах, що розвиваються, від опіків діти помирають у 10 раз більше, ніж у розвинених країнах. Загалом опіки знаходяться серед 15 головних причин смерті дітей. З 1980 по 2004 рр. у багатьох країнах збільшився рівень смертності через опіки та рівень отримання опіків взагалі.

### Розвинені країни
У Сполучених Штатах близько 500 000 людей у рік звертається за медичною допомогою через отримання опіків, через це у 2008 р. померло близько 3300 людей. Більша частина опіків (70 %) та смертей від опіків припадає на чоловіків. Найчастіше отримують опіки від вогню чоловіки віком 18—35 років, а діти у віці до 5 років і дорослі у віці за 65 років найчастіше отримують опіки внаслідок ошпарення. Понад 1000 людей у рік помирає через опіки, спричинені електричним струмом. Через грозу помирає близько 60 людей на рік. У Європі опіки, завдані навмисно, трапляються здебільшого у чоловіків середнього віку.

### Країни, що розвиваються
В Індії від 700 000 до 800 000 людей на рік отримують значні опіки, але лише незначна кількість із них звертається за допомогою у спеціалізовані центри. Найчастіше опіки з'являються у жінок віком 16—35 років. Частково це спричинено небезпечними умовами на кухні та через вільний одяг, характерний для Індії. За оцінками третина усіх опіків в Індії була отримана через те, що вільний одяг загорівся від відкритого вогню. Опіки, завдані навмисним чином, є частим явищем серед дівчат через домашнє насилля та травми, нанесені самими собі.